# Witvleugelreuzennachtzwaluw
De witvleugelreuzennachtzwaluw (Nyctibius leucopterus) is een vogel uit de familie Nyctibiidae (reuzennachtzwaluwen).

## Verspreiding en leefgebied
Deze soort komt voor in het Amazonebekken.